# HKS-Farbfächer

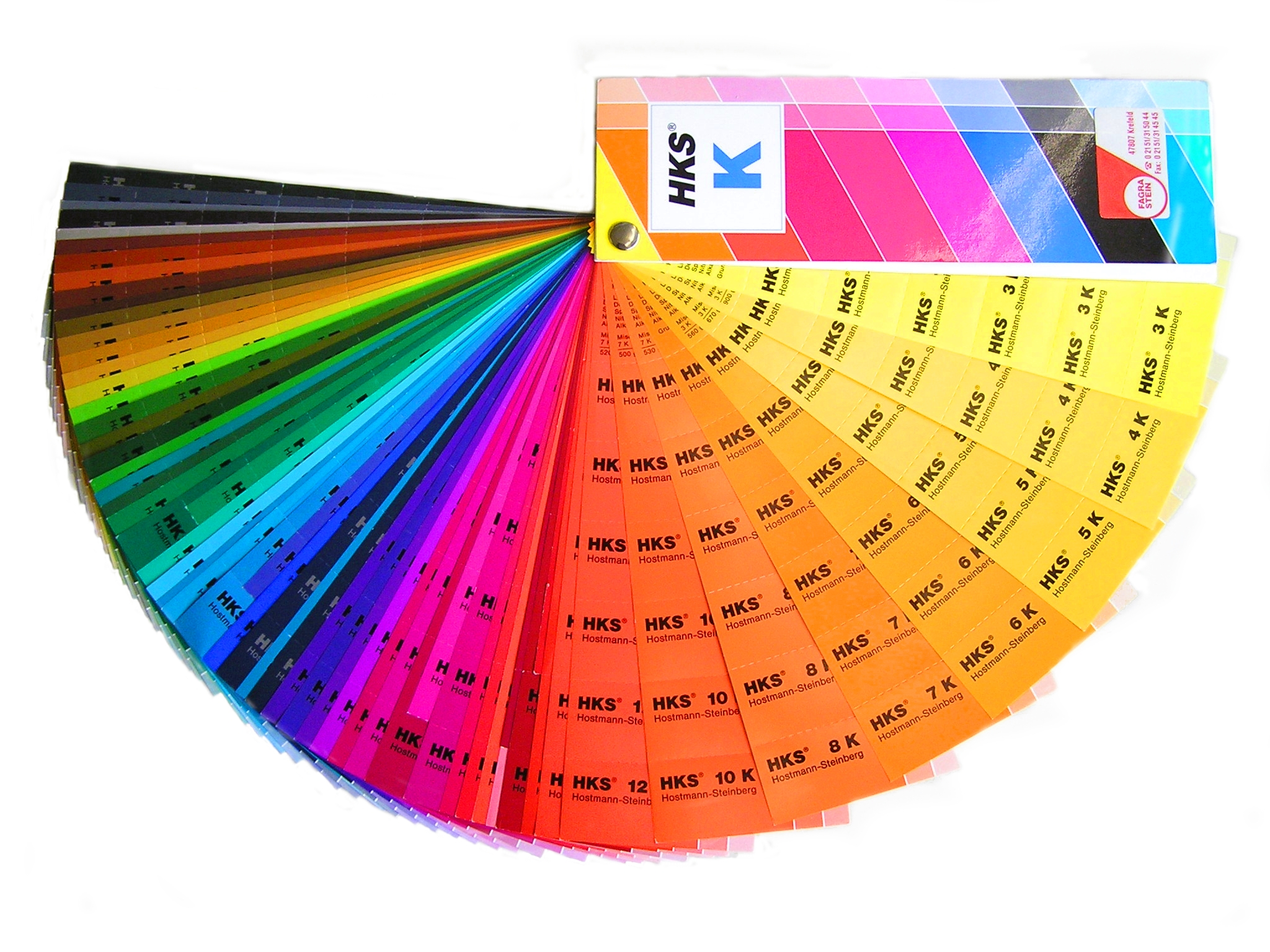
HKS-K-Farbfächer

Der HKS-Farbfächer ist ein Farbsystem mit 88 sogenannten Basisfarben und insgesamt 3520 Volltonfarben für Kunstdruck- und Naturpapiere, deren Sinn die objektive (also von der individuellen Farbwahrnehmung unabhängige) Bewert- und Vergleichbarkeit, die Reproduzierbarkeit und Kommunikation bestimmter Farbnuancen in der grafischen Industrie ist. HKS ist dabei erstens die Abkürzung für die Druck- bzw. Künstler-Farbenhersteller Hostmann-Steinberg Druckfarben, Kast + Ehinger Druckfarben und H. Schmincke & Co. sowie zweitens deren Warenzeichen bzw. Marke. Der Verband dieser Firmen (heute HKS Warenzeichenverband e. V.) definiert HKS-Farben seit 1968.

## Verwendung
Jede HKS-Farbe kann z. B. im Offsetdruck durch Verwendung einer von HKS industriell vorgemischten oder vom Drucker aus HKS-Pigmenten angemischten Sonderfarbe wiedergegeben werden. Alternativ kann ihre Farbwirkung (meist nur annähernd) durch entsprechende Mischungsverhältnisse der Vierfarbdruck-Farben Cyan, Magenta, Gelb und Schwarz (CMYK) simuliert werden.

## Papierwirkung
Es gibt verschiedene HKS-Farbfächer, die der unterschiedlichen Farbwiedergabe in Abhängigkeit vom verwendeten Bedruckstoff gerecht werden:
- HKS K (Kunstdruck-/Bilderdruckpapiere)
- HKS N (Naturpapier)
- HKS Z (Zeitungsdruckpapier)
- HKS E (Endlosdruckpapier)

## Farbanpassung
Das sogenannte Color Matching (Farbanpassung, statt der originären wird die nächst-ähnliche technisch mögliche Farbe verwendet) ist eine typische Anwendung, die den HKS-Farbfächer verwendet. Beispielsweise entspricht HKS 47 K dem Cyan der CMYK-Skala, während HKS 47 Z etwas blauer ist als Cyan. Im Druckergebnis soll dadurch, aufgrund der Anpassung an unterschiedliche Bedruckstoffe, die gleiche Farbwahrnehmung erreicht werden.
| HKS-Nummer | Farbe (etwa) | CMYK (%)   |
| ---------- | ------------ | ---------- |
| HKS 47 K   | HKS 47 K     | 100/0/0/0  |
| HKS 47 N   | HKS 47 N     | 100/3/0/0  |
| HKS 47 Z   | HKS 47 Z     | 100/10/0/0 |
| HKS 47 E   | HKS 47 E     | 100/0/0/0  |

Will man die HKS-Farben als Grundlage verwenden für andere Medien, bei denen keine Sonderfarben verwendet werden können/sollen, können sie anhand ihrer l*a*b*-Werte umgerechnet werden. Dabei muss jedoch zwingend die HKS-Farbe des zum Bedruckstoff passenden Fächers verwendet werden. Diese Umrechnungen kann professionelle DTP- und Grafik-Software selbst vornehmen. Für die farbgetreue Anpassung, Abschätzung und Anwendung von HKS-Farben erscheinen darüber hinaus bei HKS regelmäßig aktualisierte Farbmanagementsoftware-Erweiterungen. Des Weiteren gibt es Druckwerke, die HKS-Farben in CMYK (auf unterschiedlichen Bedruckstoffen) abbilden und Kreativen die Arbeit erleichtern sollen.
Zwar gibt es im Netz unzählige Seiten, die RGB-Werte für HKS-Farben auflisten, von deren Verwendung ist aber abzuraten, da die RGB-Werte je nach verwendetem RGB-Farbprofil unterschiedlich sind – es gibt grundsätzlich nicht den RGB-Wert für eine HKS- oder andere Druckfarbe.